# USS Nimitz (CVN-68)
USS Nimitz (CVN-68) je letadlová loď Námořnictva Spojených států, která působí v aktivní službě od roku 1975. Jedná se o vedoucí loď třídy Nimitz. Loď je pojmenována podle admirála Chestera Nimitze, který velel americkému loďstvu v Tichém oceánu během druhé světové války. Po odstavení USS Enterprise na konci roku 2012 je nejstarší americkou letadlovou lodí v aktivní službě.

## Stavba
Stavba lodi, celkově druhé letadlové s jaderným pohonem v americkém námořnictvu, byla zahájena 22. června 1968 v loděnici Newport News Shipbuilding v Newport News. Ke křtu a spuštění na vodu došlo 13. května 1972, do služby byla zařazena 3. května 1975 na základně Naval Station Norfolk (Virginie). Objednána a postavena byla jako útočná letadlová loď s označením CVAN-68, ke změně na víceúčelovou letadlovou loď s označením CVN-68 došlo 30. června 1975. Od roku 2012 je jejím domovským přístavem základna Naval Station Everett v Everettu ve Washingtonu.

## Výzbroj

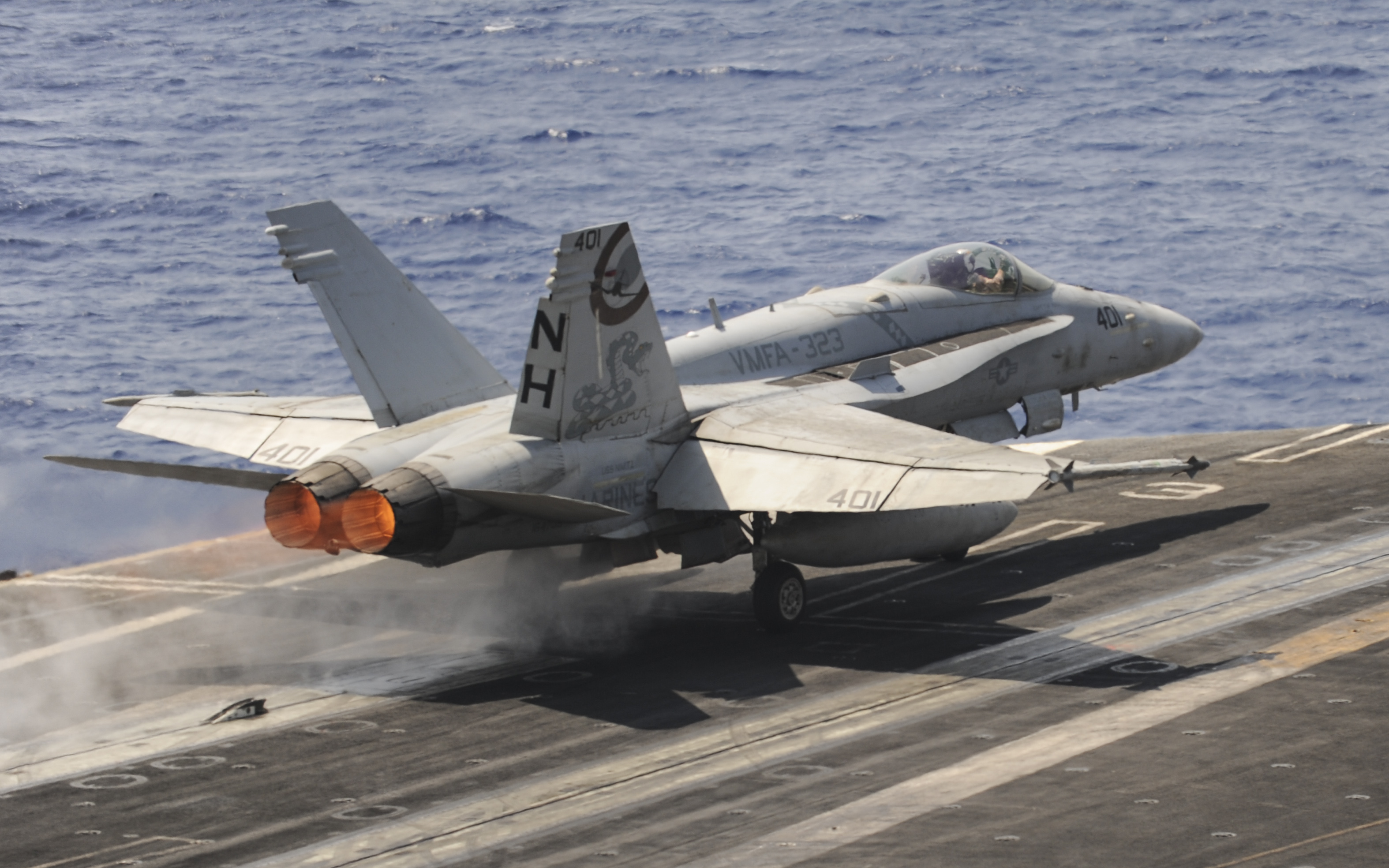
Víceúčelový bojový letoun F/A-18C Hornet při vzletu

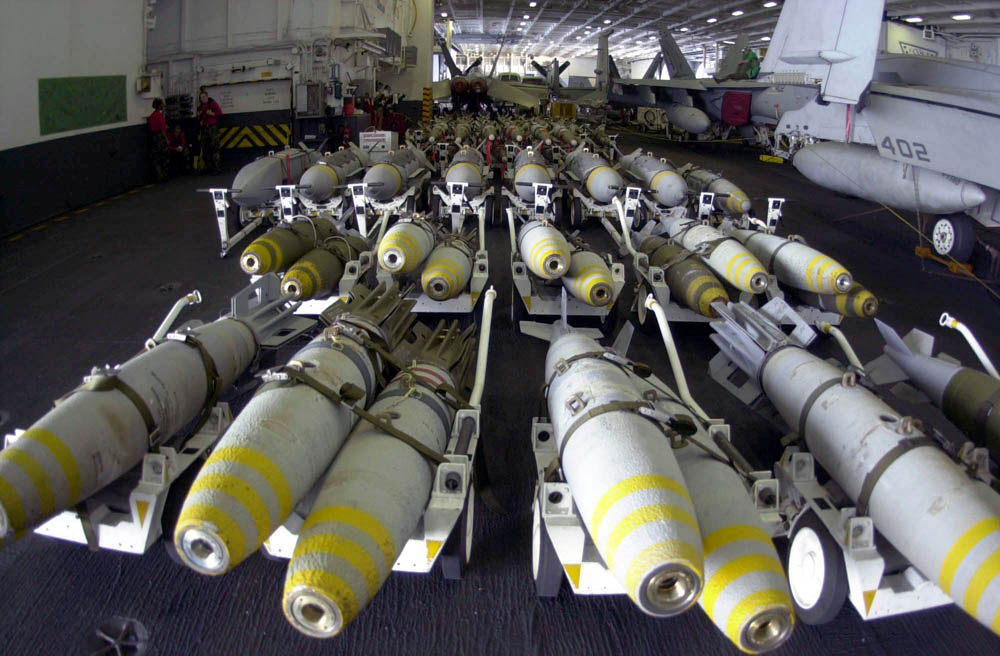
Munice a letadla uvnitř hangáru lodi

Obranyschopnost lodi během její služby byla několikrát vylepšena. Nimitz je v současné době vyzbrojena dvěma osminásobnými odpalovacími zařízeními Mk 29 určené pro odpal protiletadlových řízených střel RIM-162 Evolved Sea Sparrow Missile, dvěma raketovými systémy blízké obrany RIM-166 Rolling Airframe Missile a dvěma 20mm kanónovými systémy blízké obrany Phalanx.